# Рул Нюссе
Руланд Рул Нюссе (нід. Roeland "Roel" Nusse, нар. 9 червня 1950 Амстердам) — професор Стенфордського університету та дослідник Медичного інституту Говарда Г'юза. Його дослідження були першопрохідними у відкритті Wnt-сигналізації, родини плейотропних регуляторів, що беруть участь у розвитку та розладах.

## Кар'єра та дослідження
Нюссе здобув ступінь бакалавра (BSc) біології та доктора наук PhD в Амстердамському університеті. Проходив постдокторантуру під орудою Гаролда Вармуса, Каліфорнійський університет, Сан-Франциско. В 1982 році Нюссе і Вармус винайшли ген Wnt1.
Після постдоктарантури Нюссе працює у Нідерландському інституті раку, розширивши питання про попередню роботу на шляху Wnt і визначивши шлях у плодових мух. В 1990 році він вступив на кафедру біології розвитку у Стенфордському університеті. На початок 2020-х його лабораторія зосереджена на дослідженні ролі Wnt у розвитку стовбурових клітин та відновлення тканин.

## Нагороди та визнання
- 2000: Премія Петера Дебая
- 1997: член Нідерландської королівської академії наук[5]
- 1998: член Європейської організації молекулярної біології
- 2001: член Американської академії мистецтв і наук
- 2010: член Національної академії наук США
- 2017: Премія за прорив у науках про життя[6]
- 2020: Міжнародна премія Гайрднера[7]

## Доробок
- Roel Nusse, Harold Varmus: Three decades of Wnts: A personal perspective on how a scientific field developed, The EMBO Journal, Band 31, 2012, S. 2670–2684
- Nusse, Varmus: Many tumors induced by the mouse mammary tumor virus contain a provirus integrated in the same region of the host genome, Cell, Band 31, 1982, S. 99–109, PMID 6297757
- mit C. Y. Logan: The Wnt signaling pathway in development and disease, Annu. Rev. Cell Dev. Biology, Band 20, 2004, S. 781–810.